# Mitra subflava
Mitra subflava is een slakkensoort uit de familie van de Mitridae. De wetenschappelijke naam van de soort is voor het eerst geldig gepubliceerd in 1971 door Kuroda & Habe.